# Sữa non
Sữa non là dạng vật chất có màu vàng, đặc dính, xuất hiện vào cuối thời kỳ mang thai và lưu thông qua tuyến vú của người mẹ trong vòng 72 giờ đầu sau khi sinh con và xuất hiện ở hai ngày đầu sau khi sinh. Tên gọi khác: sữa đầu (thức ăn đầu tiên của sự sống), tiếng anh: colostrum.
 

Sữa non có chứa đầy đủ các chất dinh dưỡng cân đối, các kháng thể giúp diệt vi khuẩn, vi rút độc hại và các chất điều hòa miễn dịch giúp cho cơ thể của trẻ sơ sinh chống lại bệnh tật và phát triển khỏe mạnh. Sữa non có nhiều thành phần dưỡng chất và đã được sử dụng rộng rãi ở các nước Châu Âu, Châu Mỹ, Châu Á,... trong những thực phẩm để nuôi sống con người. Chính vì thế mà sữa non được ví như một thực phẩm vàng cho trẻ sơ sinh.

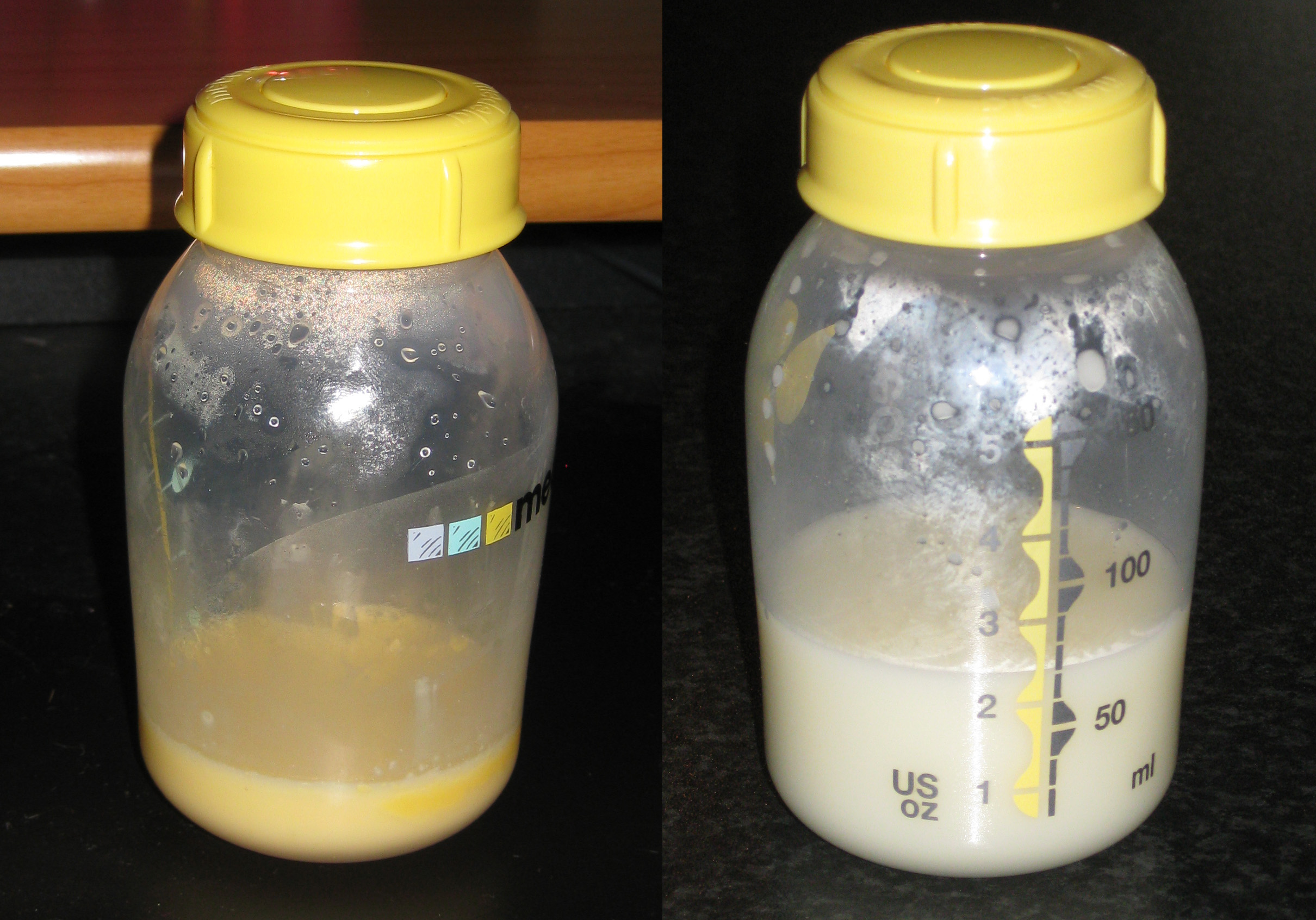
Sữa non (bên trái) vào ngày thứ 4 khi cho con bú, và bên phải là sữa mẹ vào ngày thứ 8. Sữa non thường có màu vàng so với sữa mẹ trưởng thành

## Đặc điểm
Sữa non hoặc sữa đầu còn được tạo ra trong giai đoạn cuối của thai kỳ, thường là khoảng tháng thứ sáu đến tháng thứ bảy. Sữa non vẫn còn tồn tại trong một vài ngày sau khi sinh. Nó là một loại sữa đặc, dính và có màu từ gam vàng đến cam. Nó là loại thực phẩm hoàn hảo đầu tiên của trẻ nhỏ vì nó được sản sinh ra phục vụ cho nhu cầu của trẻ sơ sinh.
Mặc dù khối lượng ít, nhưng sữa có nồng độ dinh dưỡng cao, sữa non đặc sánh, màu vàng nhạt, rất giàu chất đạm, kháng thể, vitamin A và bạch cầu. Lượng đạm trong sữa non nhiều gấp 10 lần trong sữa trưởng thành và nhiều thành phần quan trọng khác như immunoglobulin, các yếu tố tăng trưởng, kháng thể, vitamin, khoáng chất, enzyme, amino acid.... Đó là minh chứng cho việc nuôi con bằng sữa mẹ là một biện pháp tự nhiên an toàn, lành mạnh.
Khoảng tháng thứ 7, thai phụ bắt đầu có dấu hiệu tiết sữa non. Một số người mẹ thấy ngực mình chảy sữa ở giai đoạn sớm hơn, tháng thứ 5 hoặc thứ 6. Một số người mẹ khác không có dấu hiệu tiết sữa non mặc dù tuyến sữa vẫn hoạt động khá tốt. Ban đầu, người mẹ sẽ thấy đầu núm vú có những gợn trắng, trông giống như mụn. Đó là dấu hiệu cảnh báo bạn chuẩn bị tiết sữa non. Khoảng một vài ngày sau đó (có khi kéo dài đến hàng tuần) mới xuất hiện dấu hiệu tiết sữa thật sự.

## Công dụng
Một số lợi ích cụ thể của sữa non là:
- Có hàm lượng cao các protein bao gồm cả các yếu tố tăng trưởng có lợi (IgF), axit béo chuỗi dài không bão hòa đa, carbohydrates, Vitamin A, Vitamin K và các kháng thể.
- Có hàm lượng chất béo thấp, do đó trẻ có thể dễ dàng hấp thụ. Sữa non cung cấp hàm lượng chất dinh dưỡng cao trong một thể tích dung dịch thấp rất có ích với trẻ sơ sinh có hệ thống tiêu hóa vẫn đang trong quá trình hình thành.
- Tác dụng nhuận tràng, mặc dù nhẹ, vẫn giúp hỗ trợ cho các em bé dễ thải hết phân su.
- Loại bilirubin dư thừa bị xóa bỏ góp phần giúp ngăn ngừa bệnh vàng da.
- Ngăn không cho đường ruột của trẻ sơ sinh bị thấm, vì nó giúp niêm kín các lỗ, tạo ra rào cản với đường tiêu hóa chống lại các chất lạ và nhạy cảm bên ngoài được người mẹ hấp thụ.
- Sữa non có các loại kháng thể immunoglobin IgA, igD, IgE, IgG, và IgM giúp chống lại việc bị nhiễm trùng, giúp chủng ngừa khỏi các bệnh mãn tính do sự hiện diện của các phân tử được gọi là các yếu tố chuyển giao. Sự hiện diện của acid phytic, chất chống oxy hóa giúp chống lại căn bệnh ung thư.
- Sữa non có bạch cầu, một loại tế bào trắng với khối lượng lớn giúp bảo vệ cơ thể khỏi bệnh, vi rút và vi khuẩn.
- Sữa non có tác dụng như thuốc kháng sinh nhưng lại không có tác dụng phụ, có thể được coi là một loại vắc xin tự nhiên tuyệt đối an toàn.
- Sữa non giúp chữa lành các bệnh như đau nhức và mệt mỏi, hen suyễn, thiếu máu, tiểu đường, cúm, bệnh trĩ, viêm nướu, lupus và bệnh gút và cũng hữu ích trong việc làm lành chấn thương thần kinh, đau sau phẫu thuật, đau khớp, bệnh đa xơ cứng, rối loạn tuyến giáp, đột quỵ, căng thẳng, loét, viêm gân, bệnh zona và hay nổi nóng.
- Sữa non của bò và có thể được sử dụng như là một chất dinh dưỡng bổ sung tăng cường sức mạnh thể chất và khả năng miễn dịch nói chung. Sữa non của bò có lactoferrin, glycoprotein và proline- rich polypeptide (PRP) giúp con người chống lại triệu chứng suy giảm hệ miễn dịch. Nó cũng bảo vệ bệnh nhân khỏi căn bệnh tiêu chảy do khuẩn trùng cầu crypto gây ra.
- Sữa non cũng tốt cho người lớn. Sữa non có thể làm tăng nhanh việc chữa lành các vết bầm tím và thương tích, làm giảm các triệu chứng dị ứng, có thể làm tăng trí nhớ và sự tập trung, thúc đẩy quá trình mọc tóc và có thể làm cho tuyến tiền liệt hoạt động tốt hơn.

## Trên thị trường
Trên thị trường sữa ở Việt Nam xuất hiện nhiều loại sữa là thực phẩm chức năng nhưng gọi là sữa non, thậm chí còn có hành vi so sánh các sản phẩm này tương đương với sữa mẹ trong khi đó theo Nghị định 21 của Chính phủ Việt Nam thì các sản phẩm dinh dưỡng dành cho trẻ nhỏ trên nhãn không được ngụ ý sản phẩm có chất lượng tương đương hoặc tốt hơn sữa mẹ, chưa kể là nhiều sản phẩm này không đủ điều kiện tiêu chuẩn chất lượng Lực lượng chức năng tiến hành điều tra sản phẩm Sữa non . Kết quả cho thấy nhiều khuất tất khi người tiêu dùng đang bị doanh nghiệp phân phối sản phẩm này đánh lừa bằng nhiều chiêu thức tinh vi, xảo quyệt.